# Kalte Mürz
Die Kalte Mürz ist der linke Quellfluss der Mürz im niederösterreichisch-steirischen Grenzgebiet.
Sie entspringt nördlich der Schneealpe, fließt westwärts nach Steinalpl, stellt ab dort die Landesgrenze dar und vereinigt sich schließlich in Neuwald im obersten Mürztal mit der Stillen Mürz; unterhalb wird der Fluss fortan Mürz genannt. Das Tal der Kalten Mürz ist ein beliebter Einstieg zur Schneealpe.